# 喬宇
喬宇（1464年—1531年），字希大，號白岩，山西承宣布政使司太原府樂平縣（今山西省昔陽縣）人，金吾前衛籍。明朝政治人物，官至吏部尚書。

## 生平
年十七舉成化十六年（1480年）庚子科順天鄉試，成化二十年（1484年）登甲辰科進士，授禮部主事。弘治初年，王恕在吏部時，重用喬宇，調入吏部，三次升任至郎中。再升太常寺少卿。
明武宗繼位后，遷光祿寺卿，歷戶部左、右侍郎。劉瑾事敗，大臣多因黨附而被彈劾，唯獨喬宇不被所染。此後拜為南京禮部尚書，改南京兵部尚書，參贊機務，期間屢次上疏反對武宗巡遊。朱宸濠謀反時候，揚言旦夕之內攻下南京，喬宇在任嚴謹備戰，卻依舊談笑自如，其派遣指揮楊銳鎮守安慶，并發現鎮守中官劉瑯與朱宸濠私通，於是逮捕劉瑯，并斬殺潛伏的三百餘人，懸首級與江上。朱宸濠失去內應，且知道南京有備，不敢向東進攻。在攻打安慶中卻屢屢無法攻下，不久兵敗。明武宗南巡至南京時，江彬欲矯詔除掉喬宇，被守備太監王偉所發現并從中調護，使喬宇得安。次年，加太子太保，后因功升少保。
明世宗繼位后，召為吏部尚書，在任期間政治清廉，并反對多次世宗封賞皇親。此後被逮捕下詔獄，被彈劾，喬宇遂辭職。大禮議中，曾經強烈反對世宗立生父為皇考，并反對張璁、桂萼等人進入內閣。之後《明倫大典》書成，追論前議，被奪官。穆宗即位后，恢復他的官職，并少傅，諡莊簡。

## 延伸阅读
[在维基数据编辑]
 《國朝獻徵錄·卷之二十五》，出自焦竑《國朝獻徵錄》
 《明史卷一百九十四》，出自《明史》

| 官衔        | 官衔                       | 官衔        |
| ----------- | -------------------------- | ----------- |
| 前任： 石珤 | 明朝吏部尚書 1521年-1524年 | 繼任： 楊旦 |